# Utö (Zweden)
Utö (letterlijk: buiteneiland) is een Zweeds eiland in de buurt van Stockholm en ligt in de gemeente Haninge, ongeveer 16 kilometer ten noordoosten van Nynäshamn. Door de strategische ligging langs de baai Mysingen en langs de belangrijkste waterweg van de archipel, is Utö sinds 1600 al een basis voor piloten, vuurtorenwachters, douaniers en militaire officieren. Op het zuidelijke deel van het eiland is een militaire schietbaan die voor het eerst werd gebruikt omstreeks 1940. De noordelijke gebieden behoren tot een natuurgebied. In het midden van het eiland liggen de Utö-mijnen die tot 215 meter onder de grond gaan.

## Geschiedenis
Er zijn bronnen dat het eiland al tussen 550 en 1050 bewoond werd. In de kerk uit 1850 staat een uniek orgel uit 1745.
Tegenwoordig leeft het eiland van toerisme. Er bevinden zich een aantal restaurants, hostels, bakkerijen, winkels, krantenwinkels en een jachthaven. Het eiland telt jaarlijks ongeveer 400 000 bezoekers, waarvan de meeste in de zomermaanden en tijdens de traditionele kerstmarkt komen. Er is ook een school.

## Afbeeldingen

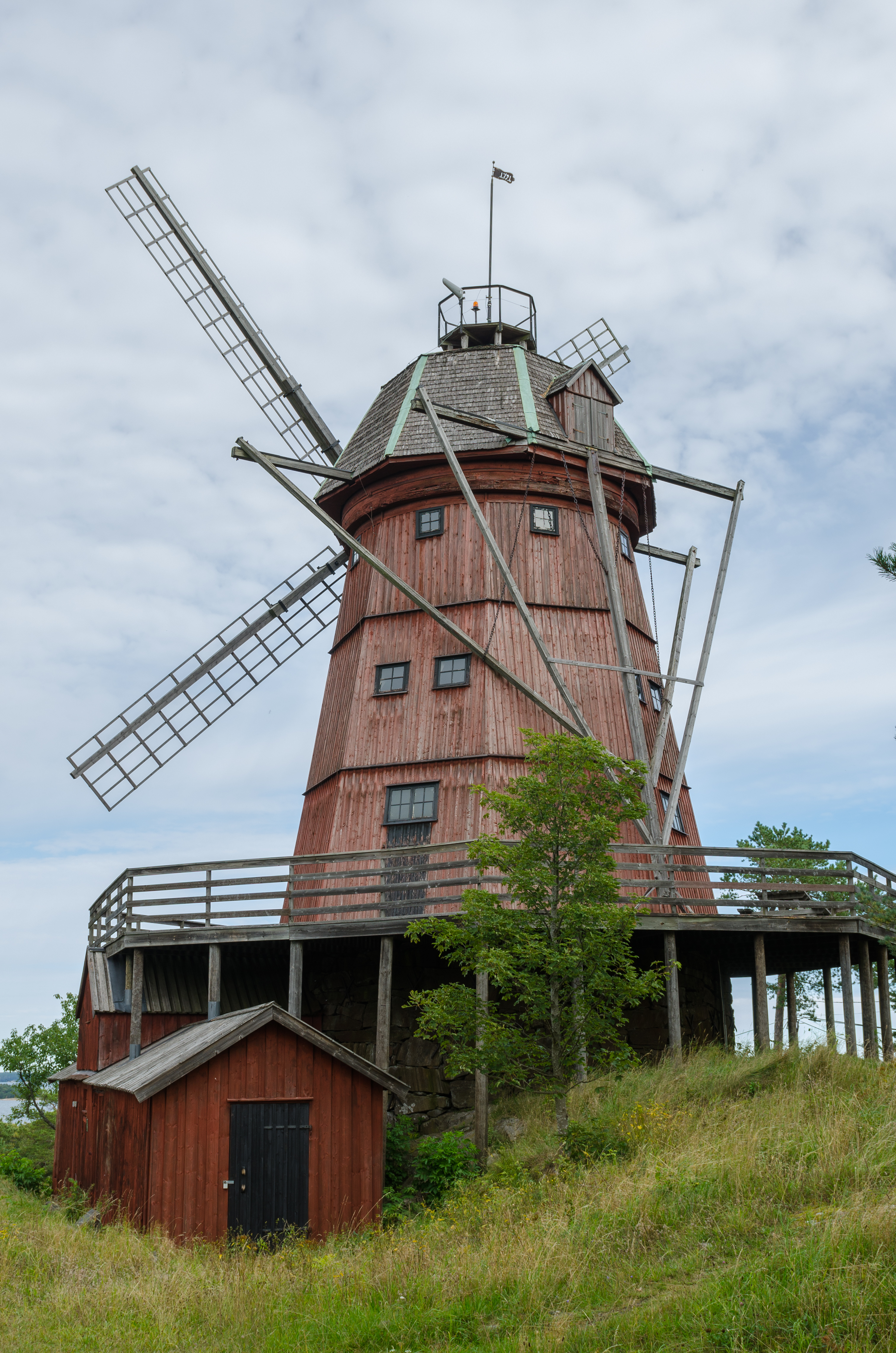
Molen van Utö
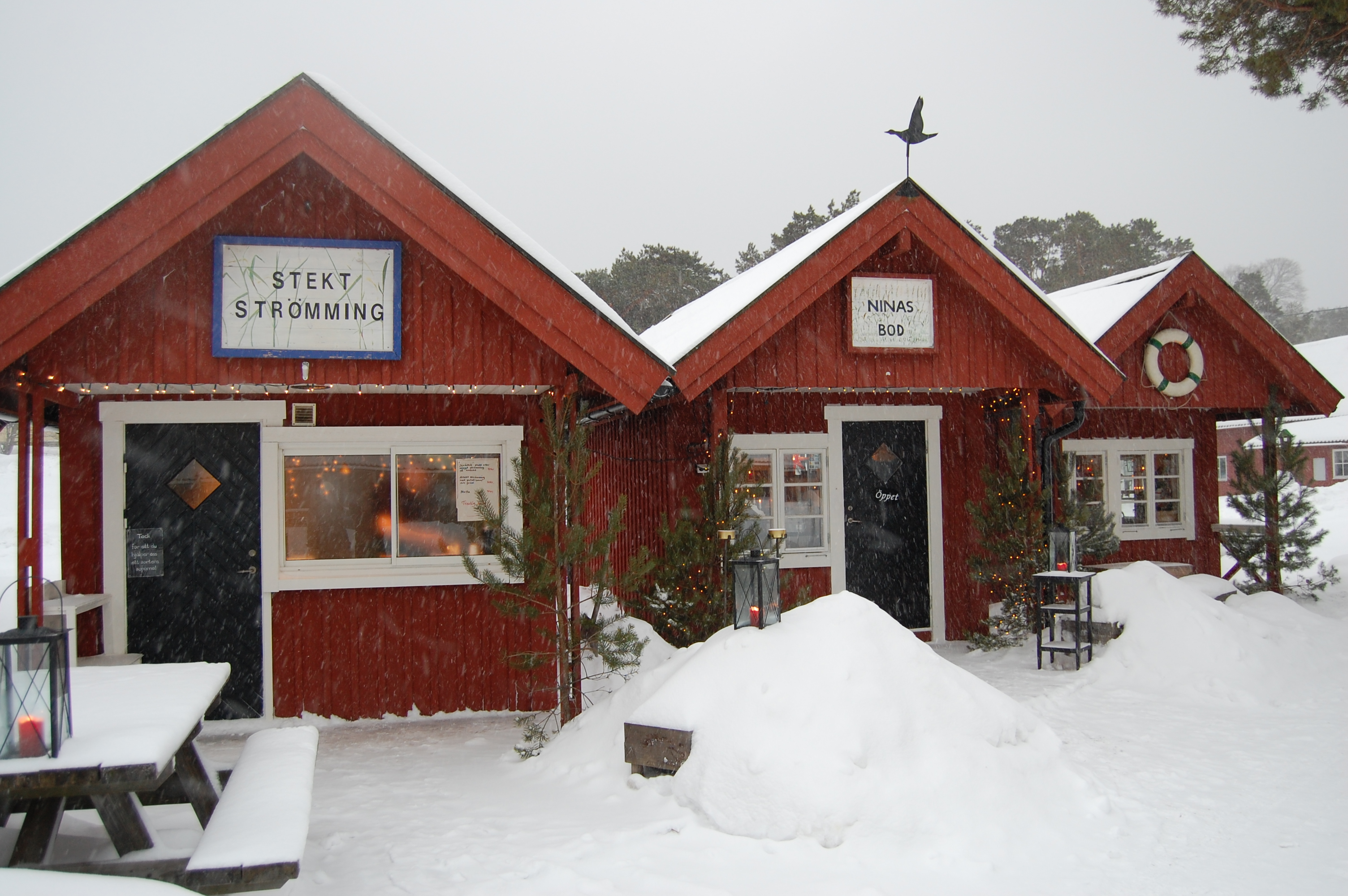
Kersthuisjes
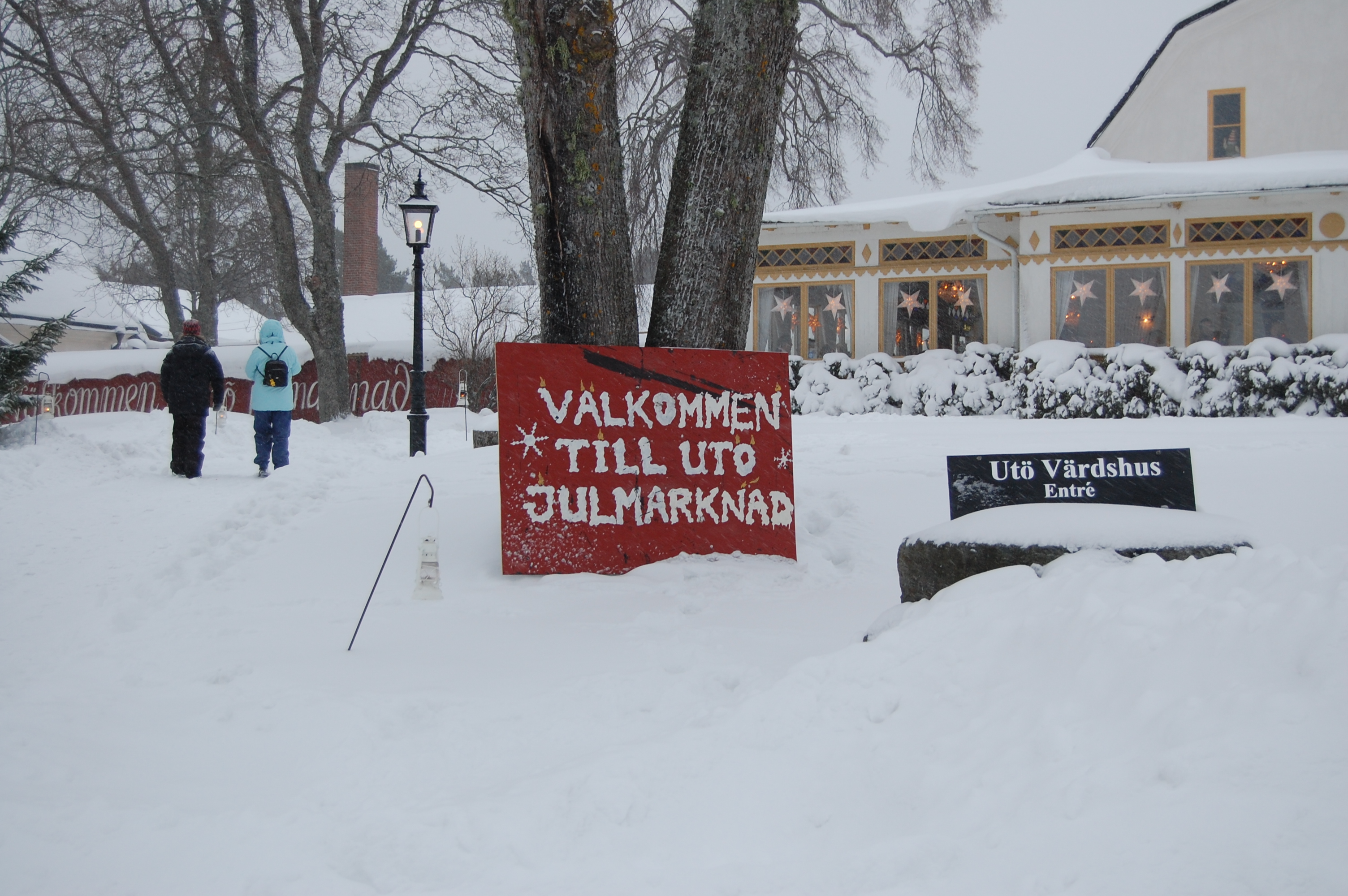
Kerstmarkt
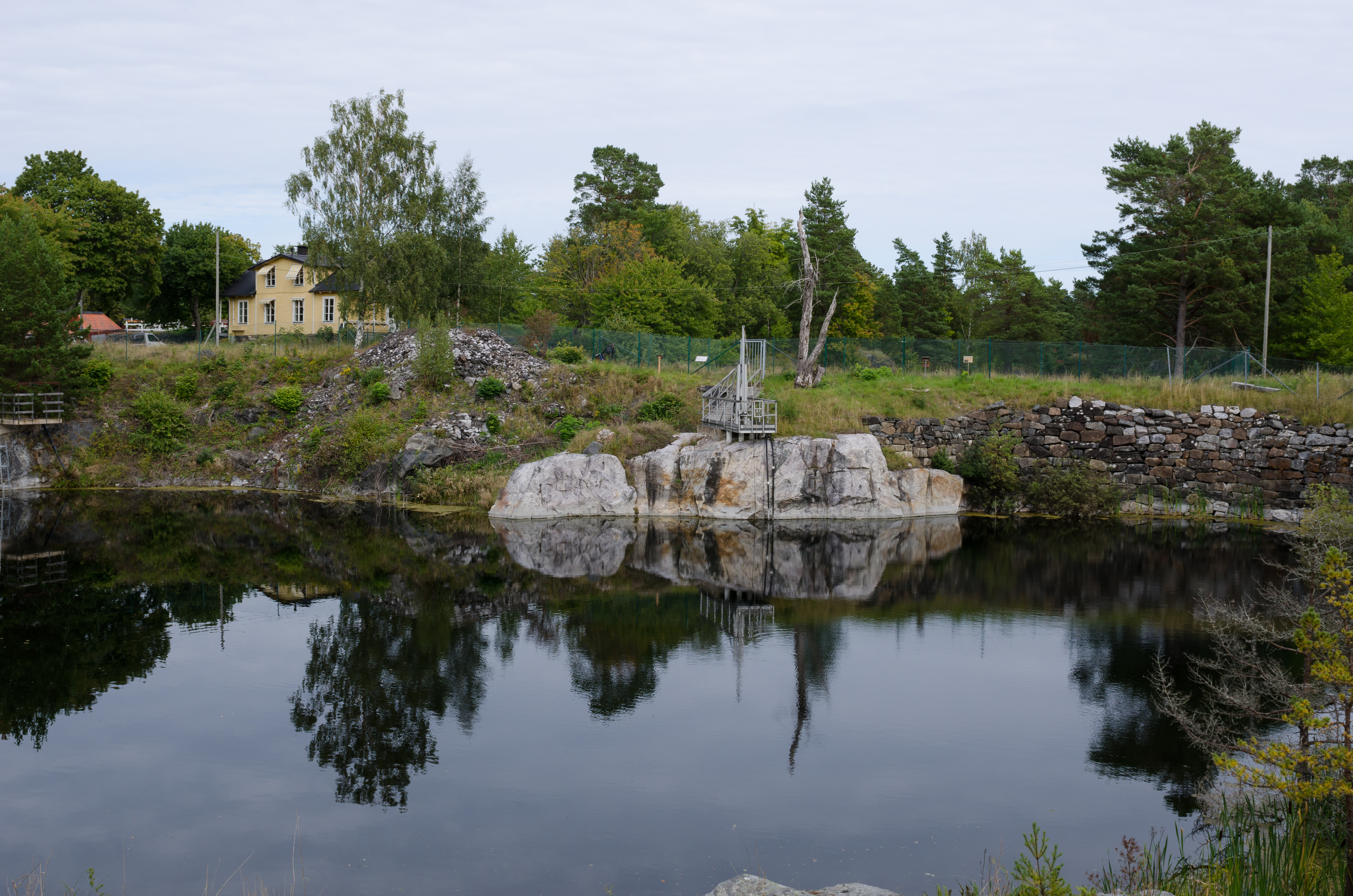
Utö-mijnen
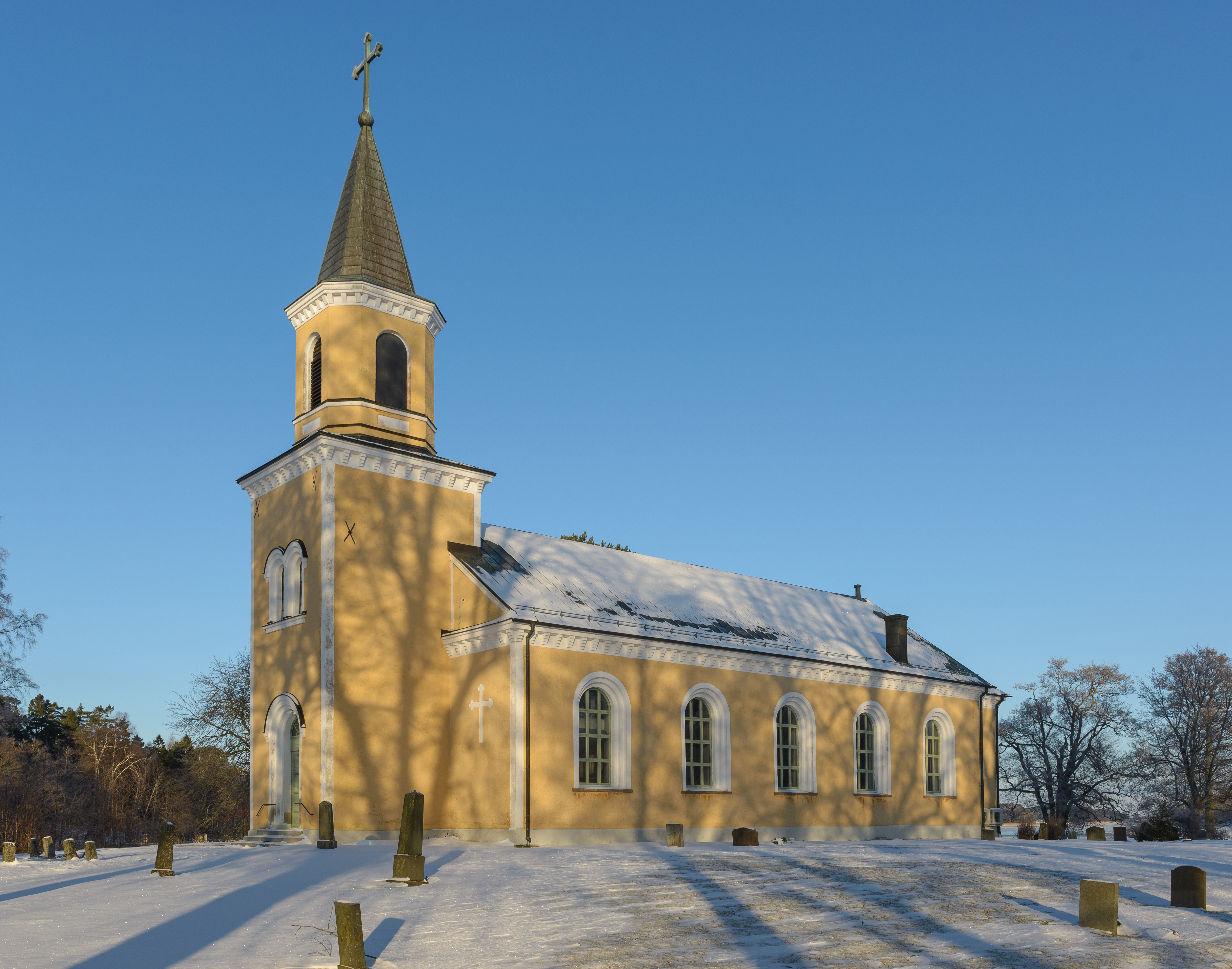
Kerk van Utö
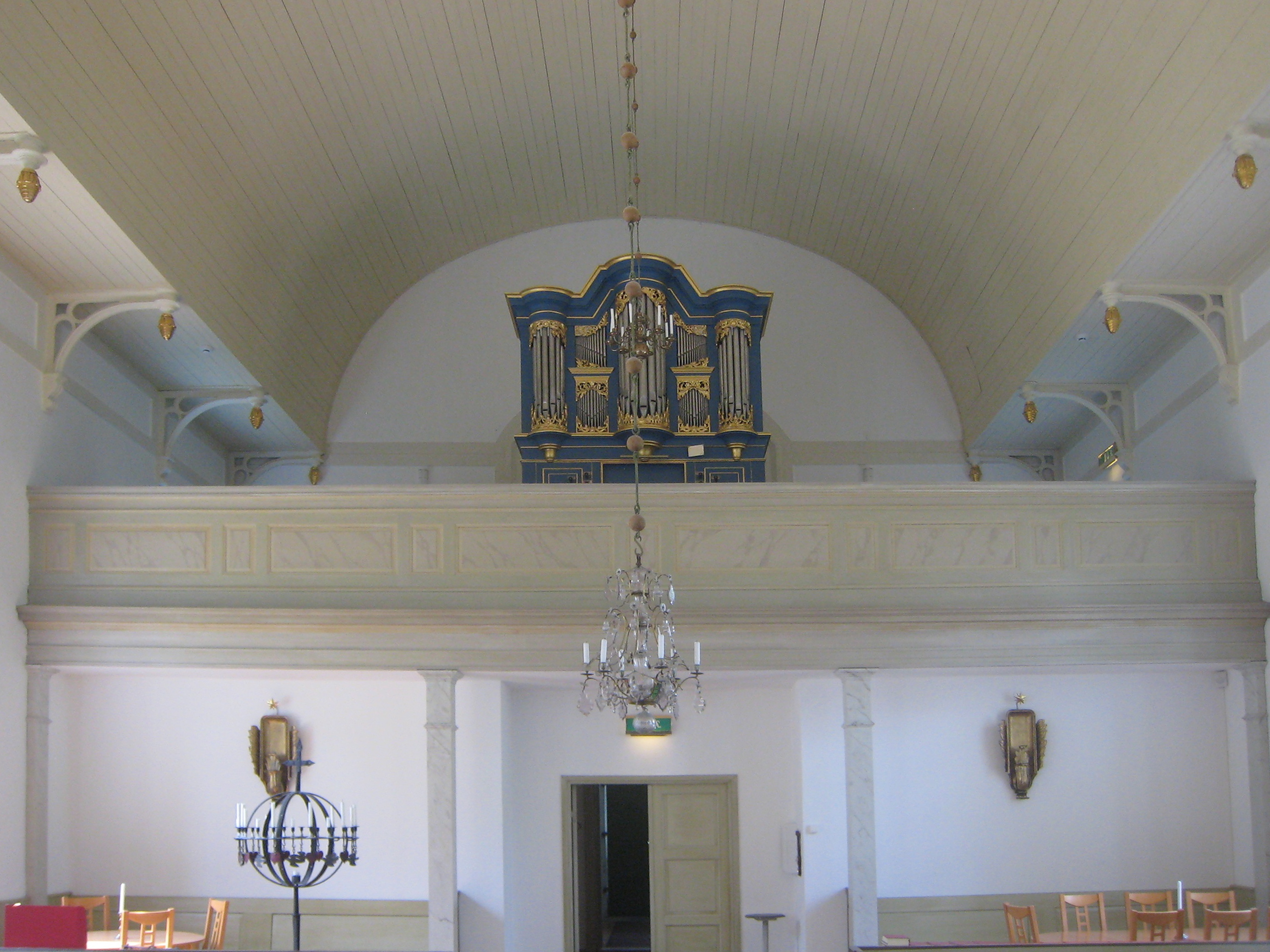
Orgel van de kerk van Utö